# Kapi ramnagarensis
Kapi ramnagarensis (лат.) — вымерший вид приматов, обитавших на севере Индии примерно от 13,8 до 12,5 миллионов лет назад в миоцене. Является единственным видом рода Kapi. Описан в 2020 году по полному нижнему коренному зубу. Ископаемое было обнаружено в 2015 году в Рамнагаре, городе в Джамму и Кашмире, от которого и пошло название вида. Хотя первоначально его идентифицировали как представителя гиббонов и популяризировали в новостях как самого древнего гиббона, позже его переоценили как представителя Pliopithecoidea, надсемейства вымерших узконосых обезьян.

## Открытие
Американские палеонтологи под руководством Кристофера Гилберта из Хантерского колледжа Городского университета Нью-Йорка и Американского музея естественной истории, а также индийские ученые Нингтхоуджам Премджит Сингх и Раджив Патнаик из Пенджабского университета проводили раскопки в горах Сивалик неподалёку от города Рамнагара в Джамму и Кашмире с 2010 года. Было собрано несколько окаменелостей животных, но наиболее важной была нижняя челюсть с тремя прикрепленными к ней коренными зубами, которая была найдена в 2014 году. Ископаемое было идентифицировано как принадлежащее раннему примату и было описано в 2017 году как Ramadapis sahnii.
Команда продолжила исследование той же местности в 2015 году. Однажды, когда команда отдыхала, Гилберт заметил блестящий предмет в куче грязи. Он оказался коренным зубом и, как сказали учёные: «Мы сразу поняли, что это зуб примата, но он не был похож на зуб ни одного из приматов, ранее найденных в этом районе». Однако идентификация была сложной, и только через пять лет они смогли идентифицировать его как принадлежащий вымершему гиббону. Они сообщили об открытии в «Proceedings of the Royal Society» 8 сентября 2020 года.

## Этимология
Родовое название Kapi происходит от слова на хинди, обозначающего обезьяну или человекообразную обезьяну. Видовое присвоена в честь города Рамнагар, где был найден типовой экземпляр.

## Описание
Kapi ramnagarensis первоначально известен только по одному зубу. Образец представляет собой правый нижний третий моляр. Он имеет низкую коронку и в целом меньше и уже, чем у гиббонов. Строение зубов указывает на то, что это был примат, питающийся фруктами.

## Переоценка
В первоначальном отчете сделан вывод, что «если считать Yuanmoupithecus стволовым представителем гоббоновых, то Kapi с такой же, если не с большей вероятностью, также является одним из них, что делает его самым ранним известным гиббоновых в палеонтологической летописи». Yuanmoupithecus xiaoyuan — это ископаемый гиббон, обнаруженный в Китае в 2006 году, возраст которого составляет от 6 до 8 миллионов лет. Позднее были обнаружены и повторно проанализированы в 2022 году новые более полные окаменелости, что подтвердило реклассификацию Kapi как представителя Pliopithecoidea.